# Das unbekannte Morgen
Das Unbekannte Morgen est un film allemand muet réalisé par Alexander Korda, sorti en 1923. Il est l'adaptation au cinéma d'une pièce de Sydney Garrick. Ce fut le premier film d'Alexander Korda en Allemagne après son départ d'Autriche à la suite de l'échec de Samson und Delila et ce fut un succès.

## Synopsis
Un homme quitte sa femme après l'avoir accusée à tort d'adultère. Elle le reconquiert en lui prouvant son innocence tout en déjouant les machinations d'un de ses fans.

## Fiche technique
- Titre : Das Unbekannte Morgen
- Titre anglais : The Unknown Tomorrow
- Réalisation : Alexander Korda
- Scénario :Alexander Korda, Ernest Vajda
- Directeur de la photographie : Sophus Wangøe
- Montage : Karl Hartl
- Costumes : Lambert Hofer Sr.
- Pays de production :  République de Weimar
- Sociétés de production : Korda Film
- Longueur : 2 289 mètres
- Format : Noir et blanc - 1,33:1 - Muet
- Laboratoire : Geyer-Werke, Hambourg
- Date de sortie :
  - République de Weimar : décembre 1923

## Distribution
- Werner Krauss - Marc Muradock
- María Corda - Stella Manners
- Olga Limburg - Zoé, serveuse
- Carl Ebert - Gordon Manners
- Louis Ralph - Alphonse, complice de Muradick
- Friedrich Kühne - Raorama Singh
- Antonie Jaeckel - la tante
- Paul Lukas

### Sources de la traduction
- (en) Cet article est partiellement ou en totalité issu de l’article de Wikipédia en anglais intitulé « The Unknown Tomorrow » (voir la liste des auteurs).